# Xavier Müller
Pour les articles homonymes, voir Müller.
Xavier Müller, né le 3 octobre 1973, est un auteur français de fiction. Il est titulaire d'un doctorat en physique  et écrit depuis longtemps. En parallèle de ses études, il écrit des nouvelles et par la suite devient journaliste scientifique pour différents titres tels que Science et vie, Phosphore, La Recherche et le Journal du CNRS.
Il publie son premier ouvrage en 2008, une fiction destinée en premier lieu aux enfants. Pour son deuxième ouvrage, il est passé par la technique du financement participatif,, grâce au site My Major Company Books. À la suite de cette publication, les Editions Gulf Stream lui commandent une série de trois livres pour adolescents, salués par la critique.

## Ses œuvres
- Les détectives de l'étrange, Hachette Jeunesse, 2008[5].
- Dans la peau d'un autre, XO éditions - My Major Company Books, 2011
  - Résumé : Max est un étudiant-chercheur de 24 ans promis à un brillant avenir lorsqu'il a un malaise. À son réveil, il est dans la peau d'un scientifique bedonnant de 40 ans qui a réussi tout ce que Max rêvait d'entreprendre. Angoissant ? Oui, car derrière les apparences, Max se découvre prisonnier d'une identité dont il ignore le passé, pris au piège d'un complot qui menace tout l'avenir de la science[6].

### Série L'oracle du vent
1. La couleur du secret, Gulf Stream, 2012, 198 p.  (ISBN 978-2-3548-8167-2)
2. Le piège de glace, Gulf Stream, 2012  (ISBN 978-2-35488-168-9)
3. L'empreinte du feu, Gulf Stream, 2012  (ISBN 978-2-35488-169-6)

### Série Erectus
1. Erectus, XO éditions, 2018, 433 p.  (ISBN 978-2-8456-3617-0)Réédité chez Pocket en 2022, n° 17764.
2. Erectus : l'armée de Darwin, XO éditions, 2021, 487 p.  (ISBN 978-2-3744-8089-3)Réédité chez Pocket en 2022, n° 18487
3. Erectus : le dernier hiver, XO éditions, 2022, 393 p.  (ISBN 978-2-3744-8456-3)A paraître chez Pocket le 2 novembre 2023

### Quelques collaborations
- Hervé Lehning, « La bible des codes secrets », Flammarion, 2019.
- Evelyne Heyer, « L'odyssée des gènes », Flammarion, 2020.
- Christian Moullec, « Dans le sillage des oiseaux migrateurs », Dunod, 2020
- Hervé Lehning, « Le livre des nombres : Les secrets de la plus belle invention de l'humanité », Flammarion, 2021.
- Serge Berthier, « L'éveil du Morpho : bio-inspirez-vous ! », Flammarion, 2021.
- Fabienne Delfour, « Dans la peau d'un dauphin », Flammarion, 2023.
- Silvana Condemi, François Savatier, « L'énigme Denisova », Albin Michel, 2024